# Tourisme en Égypte

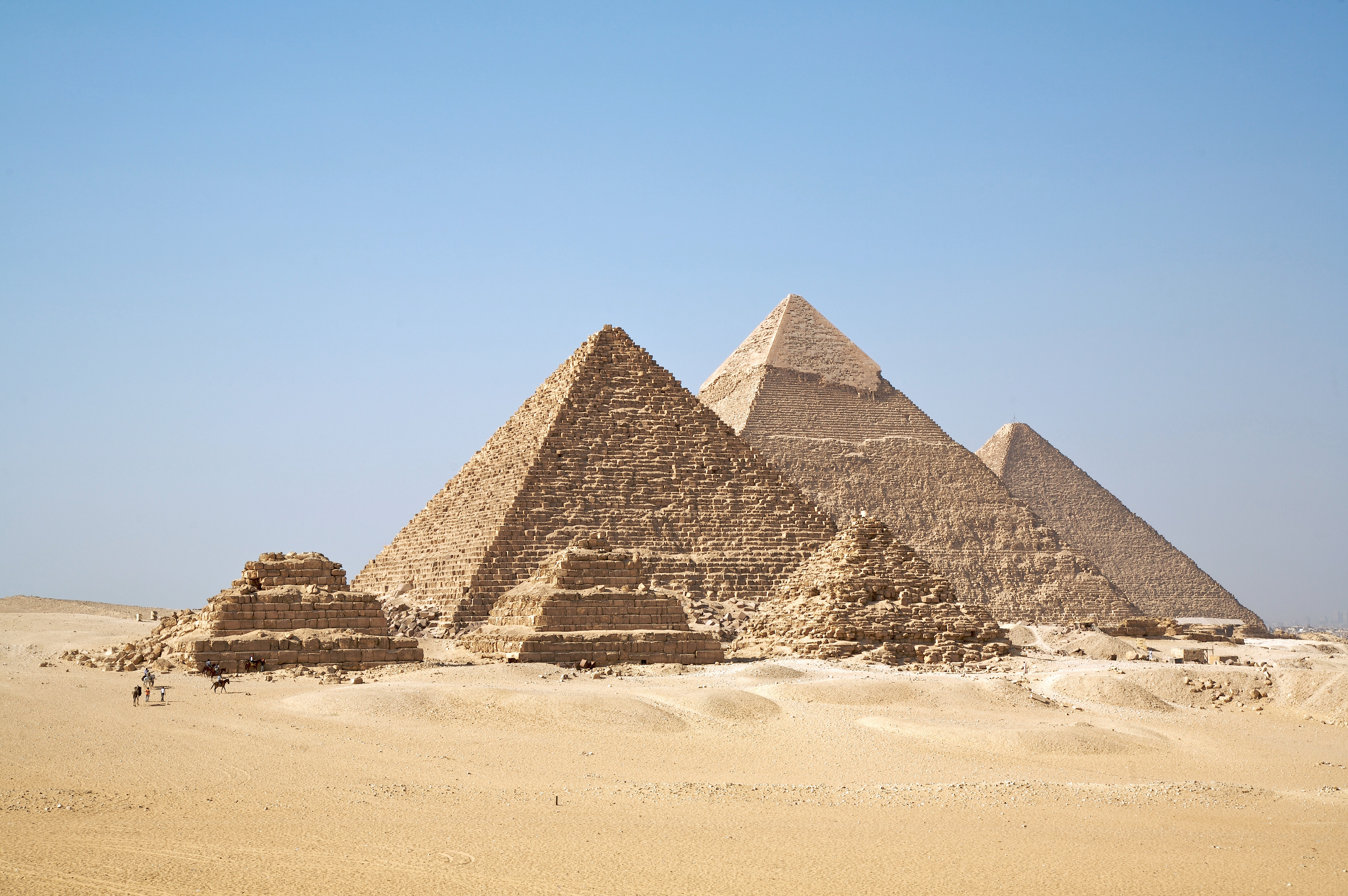
Les emblématiques pyramides de Gizeh

Le tourisme en Égypte est l'une des principales sources de revenus du pays, cruciale pour l'économie égyptienne. À son apogée en 2010, le secteur employait environ 12 % de la main-d'œuvre égyptienne, accueillant environ 14,7 millions de visiteurs en Égypte et générant des revenus de près de 12,5 milliards de dollars ainsi qu'une contribution de plus de 11 % au PIB du pays et de 14,4 % à ses  recettes en devises étrangères. À la fin juin 2025, le pays avait généré 8,05 milliards de dollars de revenus touristiques grâce à 8 millions de visiteurs, dépassant ainsi le Maroc de plus de 2 milliards de dollars.
Le secteur profite notamment de la richesse patrimoniale du pays, liée à la civilisation égyptienne antique, qui attire une grande partie des visiteurs venus dans le pays.

## Histoire

Revenus du tourisme (1982–2003)

Le nombre de touristes en Égypte s'élève à seulement 100 000 personnes en 1952. Le tourisme devient un secteur important de l'économie à partir de 1975 uniquement, car l'Égypte assouplit les restrictions de visa pour presque tous les pays européens et nord-américains et établit des ambassades dans de nouveaux pays comme l'Autriche, les Pays-Bas, le Danemark et la Finlande. En 1976, le tourisme est un point central du plan quinquennal du gouvernement, 12 % du budget étant alloué à la modernisation des hôtels publics, à la création d'un fonds de prêt pour les hôtels privés et à la modernisation des infrastructures (notamment routières, ferroviaires et aériennes) pour les grands centres touristiques ainsi que les zones côtières. En 1979, des experts et des conseillers en tourisme sont recrutés en Turquie et plusieurs nouveaux établissements d'enseignement hôteliers sont créés avec l'aide de la Turquie entre 1979 et 1981, pour dispenser des cours diplômants en gestion de l'hôtellerie et du tourisme. Le flux de touristes augmente, dépassant 1,8 million en 1981 puis 5,5 millions en 2000. Les arrivées de touristes atteignent un sommet en 2010 avec 14,7 millions de visiteurs,. Les revenus du tourisme atteignent eux leur point culminant à 12,6 milliards de dollars au cours de l'exercice 2018-2019. En 2020, les revenus liés au tourisme baissent fortement, comme dans de nombreux autres pays, en raison de la pandémie de Covid-19.

### Impact des révolutions sur le tourisme

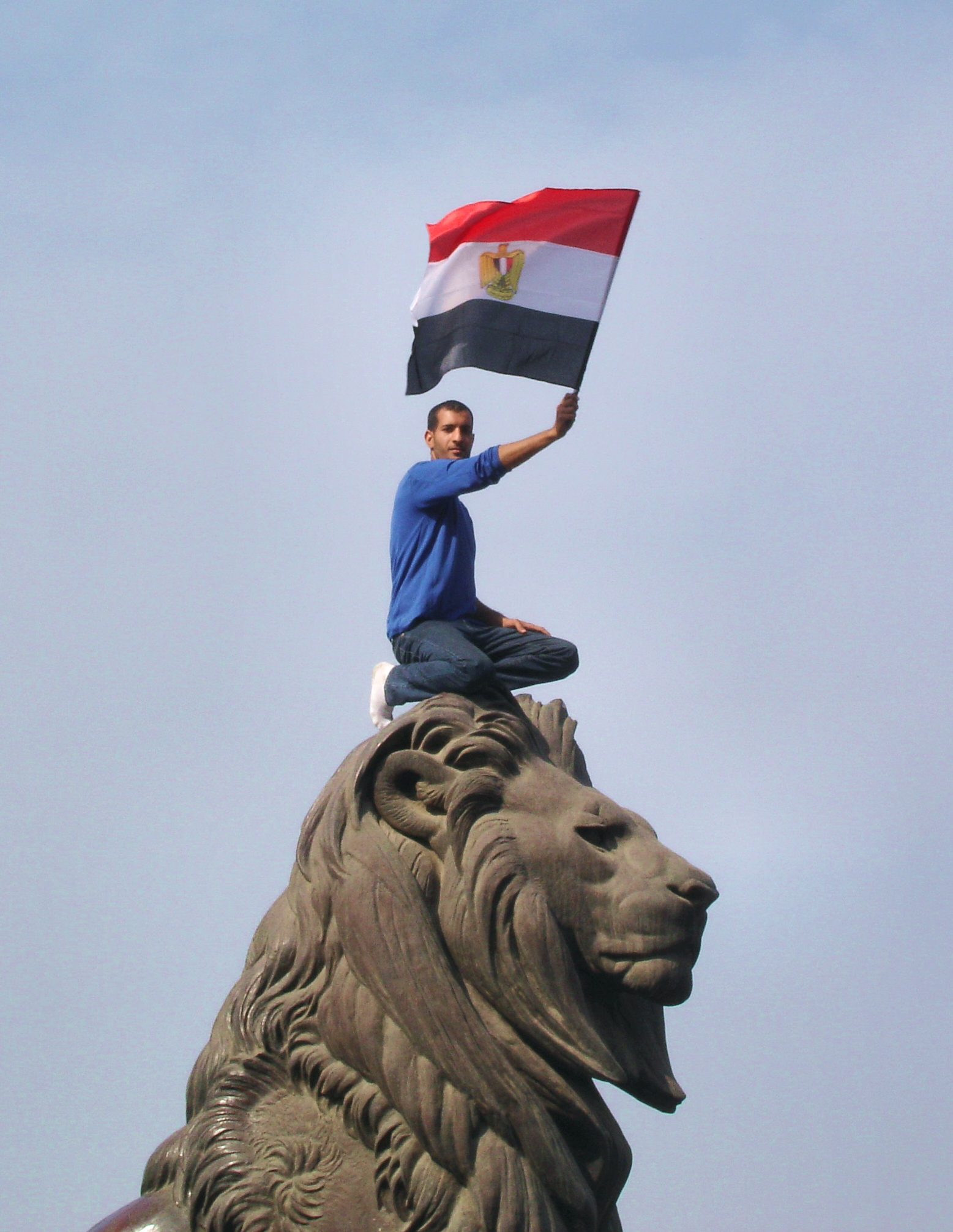
Un manifestant au sommet du pont Qasr al-Nil agite le drapeau égyptien lors des manifestations de janvier 2011.

Pendant la révolution égyptienne de 2011 et au cours de l'année qui suit, le nombre de visiteurs chute de plus de 37 %, passant de 14 millions en 2010 à 9 millions fin 2011. Cela a un impact sur un large éventail d'entreprises dépendant directement ou indirectement du tourisme, de l'hébergement de voyage et des attractions touristiques à la location de voitures et au transport aérien, ainsi que sur les secteurs de la santé et du bien-être. Les voyagistes offrent par la suite de fortes remises pour encourager les touristes à revenir, ils connaissent du même coup un certain succès, notamment dans les stations balnéaires de la mer Rouge où les prix ont baissé par rapport à 2011.
Au premier semestre 2014, le nombre de touristes diminue encore de 25 % par rapport à la même période en 2013, tandis que les revenus issus du secteur connaissent la même baisse,.
En 2013, l'Égypte se classe au 85e rang des meilleurs pays du monde en termes de tourisme et de voyages, perdant dix places par rapport à son classement de 2011. Cependant, le pays regagne du terrain dans le classement 2017 reprenant sa place de 75e au classement général,. Au classement 2019, l'Égypte se place cette fois 65e, gagnant encore 10 places.
Les Israéliens peuvent désormais entrer en Égypte pour 14 jours sans visa dans certaines zones près de Taba et ils sont nombreux à venir profiter des zones de la « Riviera de la Mer Rouge ». En 2017, le premier groupe d'Israéliens visite certaines des attractions touristiques les plus populaires du pays, encadrés par une sécurité renforcée. Cet évènement survient après 18 mois de fermeture effective du tourisme entre les deux pays.
En 2017, Bloomberg déclare que l'Égypte a « dépassé ses années de troubles sociaux et politiques » et figure maintenant sur la liste des 20 meilleures destinations de voyage en 2017. L'Organisation mondiale du tourisme (OMT) révèle que l'Égypte est l'une des destinations touristiques à croissance la plus rapide au monde. En 2017, le nombre de touristes passe de 5,26 millions de visiteurs à plus de 8 millions.

### Impact de la pandémie de Covid-19
En 2020, les revenus liés au tourisme chutent de près de 70 % pour atteindre 4 milliards de dollars, en raison de  l'impact de la pandémie de Covid-19. D'après le ministre du Tourisme et des Antiquités Khaled El-Enany, les arrivées de touristes en Égypte ont plongé en-dessous de 3,5 millions de visiteurs en 2020, contre plus de 13 millions auparavant,. En février 2021, la directrice générale du Fonds monétaire international (FMI), Kristalina Georgieva, affirme dans une publication que le secteur du tourisme égyptien est le plus grand perdant de la pandémie de coronavirus.
Comme le déclare la Banque centrale d'Égypte, les revenus touristiques de l'Égypte pour les mois de l'exercice 2020-2021 ont chuté de 67,4 %. Selon Khaled El-Enany, le nombre moyen de touristes ayant visité l'Égypte en avril 2021 représente moins de la moitié du nombre mensuel moyen en 2019.

### Sécurité

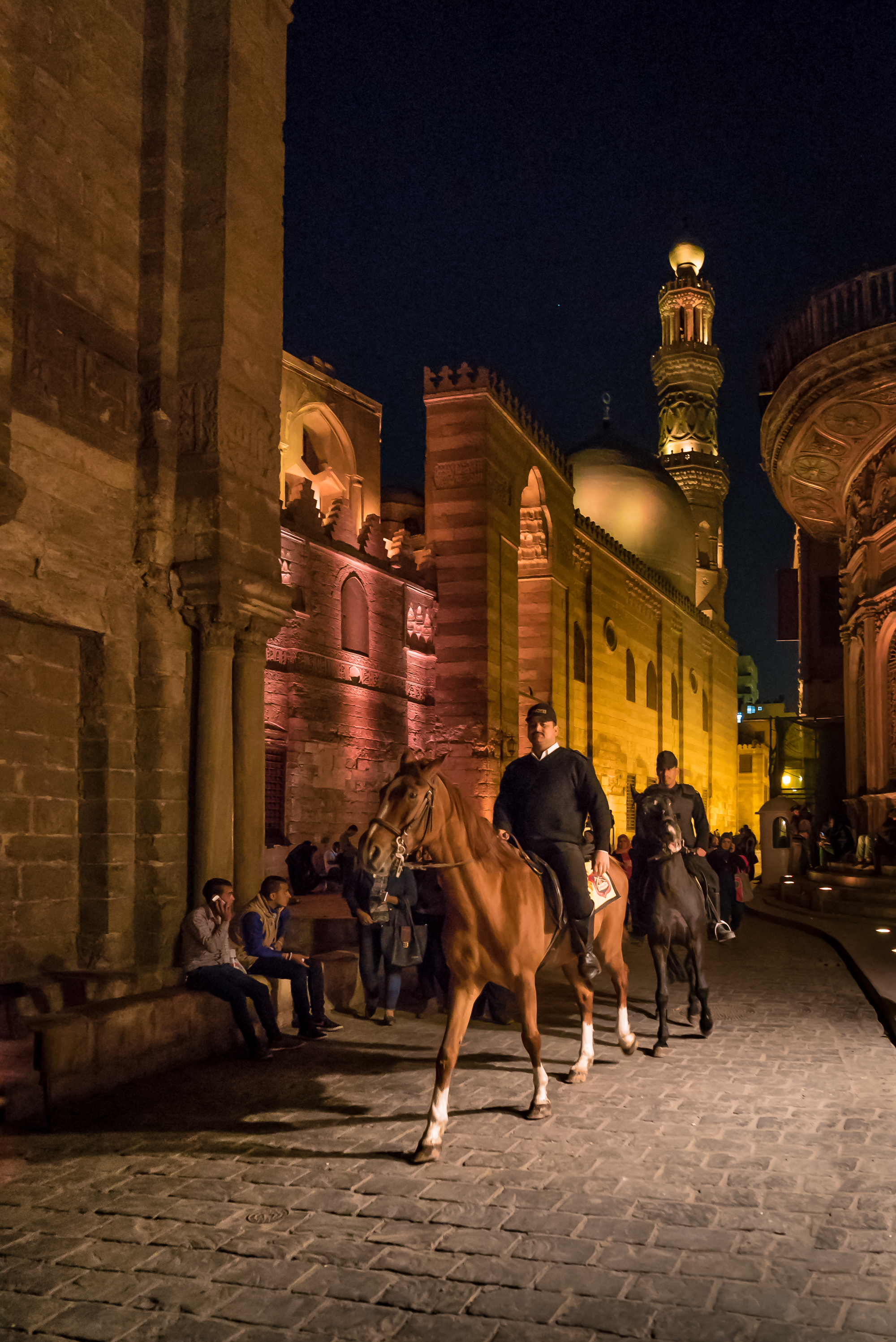
Policier chargé des affaires touristiques, en patrouille à cheval en Égypte

Les enjeux de sécurité entourant le tourisme en Égypte sont pris en charge par l'Administration générale de la police du tourisme et des antiquités, qui est chargée d'élaborer des plans pour sécuriser les touristes et protéger les antiquités, les musées et les installations culturelles dans le cadre du plan général du ministère égyptien de l'Intérieur.
Afin de remplir totalement cette mission, l'administration sécurise la circulation des groupes de touristes en payant des services de proximité pour accompagner les groupes de touristes, en protégeant les installations et sites touristiques et archéologiques, en sécurisant les croisières sur le Nil, en luttant contre les délits auxquels les touristes peuvent être exposés et les délits archéologiques, etc. Elle effectue également le suivi des entreprises touristiques et des magasins et la réception des signalement des touristes contre eux. Des véhicules de secours de la police assurent la sécurité dans toutes les villes touristiques du pays et prennent en charge les cas d'intrusion sur les sites à l'accès limité.
Compte tenu du statut moyen-oriental et africain de l'Égypte et de son emplacement au milieu d'une zone de conflit régional, elle est victime de plusieurs attentats terroristes, dont le plus célèbre est le massacre de Louxor en 1997, l'attentat de Charm el-Cheikh en 2005, l'attentat de Dahab en 2006 et la destruction du vol Metrojet 9268,. Toutes ces attaques affectent le tourisme. Cependant, le secteur parvient à repartir et à retrouver rapidement une activité importante à la fin des années 2010, en particulier après l'attentat d'Hurghada en 2017, pour réaliser de nouveaux records de revenus touristiques annuels.

## Statistiques
| Année | Nombre total de touristes (en millions) | Nombre total de nuitées (en millions) |
| ----- | --------------------------------------- | ------------------------------------- |
| 1995  | 3,1                                     | Données non disponibles               |
| 2000  | 5,5                                     | Données non disponibles               |
| 2005  | 8,6                                     | Données non disponibles               |
| 2010  | 14,7                                    | 147,4                                 |
| 2011  | 9,8                                     | 114,2                                 |
| 2012  | 11,5                                    | 137,8                                 |
| 2013  | 9,5                                     | 94,4                                  |
| 2014  | 9,9                                     | 97,3                                  |
| 2015  | 9,3                                     | 84,1                                  |
| 2016  | 5,4                                     | 37,2                                  |
| 2017  | 8,3                                     | Données non disponibles               |
| 2018  | 11,3                                    | Données non disponibles               |
| 2019  | 13                                      | 136                                   |
| 2020  | 3.5                                     | Données non disponibles               |

| Année | Revenu total lié au tourisme (en milliards de dollars) |
| ----- | ------------------------------------------------------ |
| 1995  | 3,0                                                    |
| 2000  | 4,7                                                    |
| 2005  | 7,2                                                    |
| 2010  | 13,6                                                   |
| 2011  | 9,3                                                    |
| 2012  | 10,8                                                   |
| 2013  | 6,8                                                    |
| 2014  | 8.0                                                    |
| 2015  | 6,9                                                    |
| 2016  | 3,3                                                    |
| 2017  | 8,6                                                    |
| 2018  | 12,7                                                   |
| 2019  | 14,2                                                   |
| 2020  | 4,9                                                    |

La plupart des touristes arrivés en Égypte en 2019 provenaient des zones géographiques suivantes :
| Rang | Zone géographique d'arrivée | Nombre de touristes |
| 1    | Europe                      | 8 400 000           |
| 2    | Moyen-Orient                | 2 400 000           |
| 3    | Afrique                     | 911 000             |
| 4    | Asie et Océanie             | 688 000             |
| 5    | Amérique                    | 548 000             |

La plupart des touristes en Égypte venaient des pays suivants entre 2014 et 2018 :
| Rank | Country                       | 2018       | 2017      | 2016      | 2015      | 2014      |
| ---- | ----------------------------- | ---------- | --------- | --------- | --------- | --------- |
| 1    | Allemagne                     | 1 707 400  | 912 000   | 653 900   | 1 020 900 | 877 220   |
| 2    | Ukraine                       | 1 174 200  | 797 300   | 425 000   | 363 600   | 446 500   |
| 3    | Arabie saoudite               | 909 100    | 669 600   | 507 300   | 433 100   | 350 100   |
| 4    | Royaume-Uni                   | 435 000    | 319 400   | 231 300   | 869 500   | 905 700   |
| 5    | Italie                        | 422 000    | 225 100   | 131 500   | 332 900   | 400 400   |
| 6    | Libye                         | 410 700    | 336 400   | 282 800   | 268 500   | 211 000   |
| 7    | Israël                        | 405 400    | 235 000   | 234 700   | 161 000   | 140 400   |
| 8    | Pologne                       | 303 700    | 177 400   | 67 200    | 207 300   | 302 800   |
| 9    | États-Unis                    | 287 800    | 226 400   | 184 300   | 188 700   | 154 600   |
| 10   | Biélorussie                   | 274 000    | 162 500   | 54 000    | 149 600   | 166 600   |
| 11   | République tchèque            | 268 600    | 203 500   | 90 400    | 134 100   | 125 600   |
| 12   | Chine                         | 234 700    | 287 300   | 179 500   | 115 200   | 61 700    |
| 13   | France                        | 217 500    | 150 200   | 101 100   | 136 600   | 144 800   |
| 14   | Jordanie                      | 208 300    | 211 800   | 179 800   | 177 100   | 170 800   |
| 15   | Pays-Bas                      | 189 700    | 151 800   | 82 800    | 150 400   | 126 800   |
| 16   | Autriche                      | 164 700    | 122 900   | 67 500    | 144 800   | 130 500   |
| 17   | Koweït                        | 164 500    | 176 600   | 150 400   | 139 700   | 120 900   |
| 18   | Russie                        | 145 600    | 94 000    | 53 900    | 2 389 900 | 3 139 000 |
| 19   | Belgique                      | 136 900    | 95 700    | 50 600    | 92 000    | 74 200    |
| 20   | Palestine                     | 136 000    | 73 900    | 68 300    | 62 200    | 114 100   |
|      | Total des visiteurs étrangers | 11 300 000 | 8 900 000 | 5 400 000 | 9 300 000 | 9 900 000 |

Le plus grand nombre de touristes en Égypte en 2019 (avant la pandémie internationale de coronavirus) provenait d'Allemagne (2,5 millions d'entrées), suivie de l'Ukraine (1,5 million), de l'Arabie saoudite (1,4 million) et de la Libye (0,75 million).

## Attractions majeures

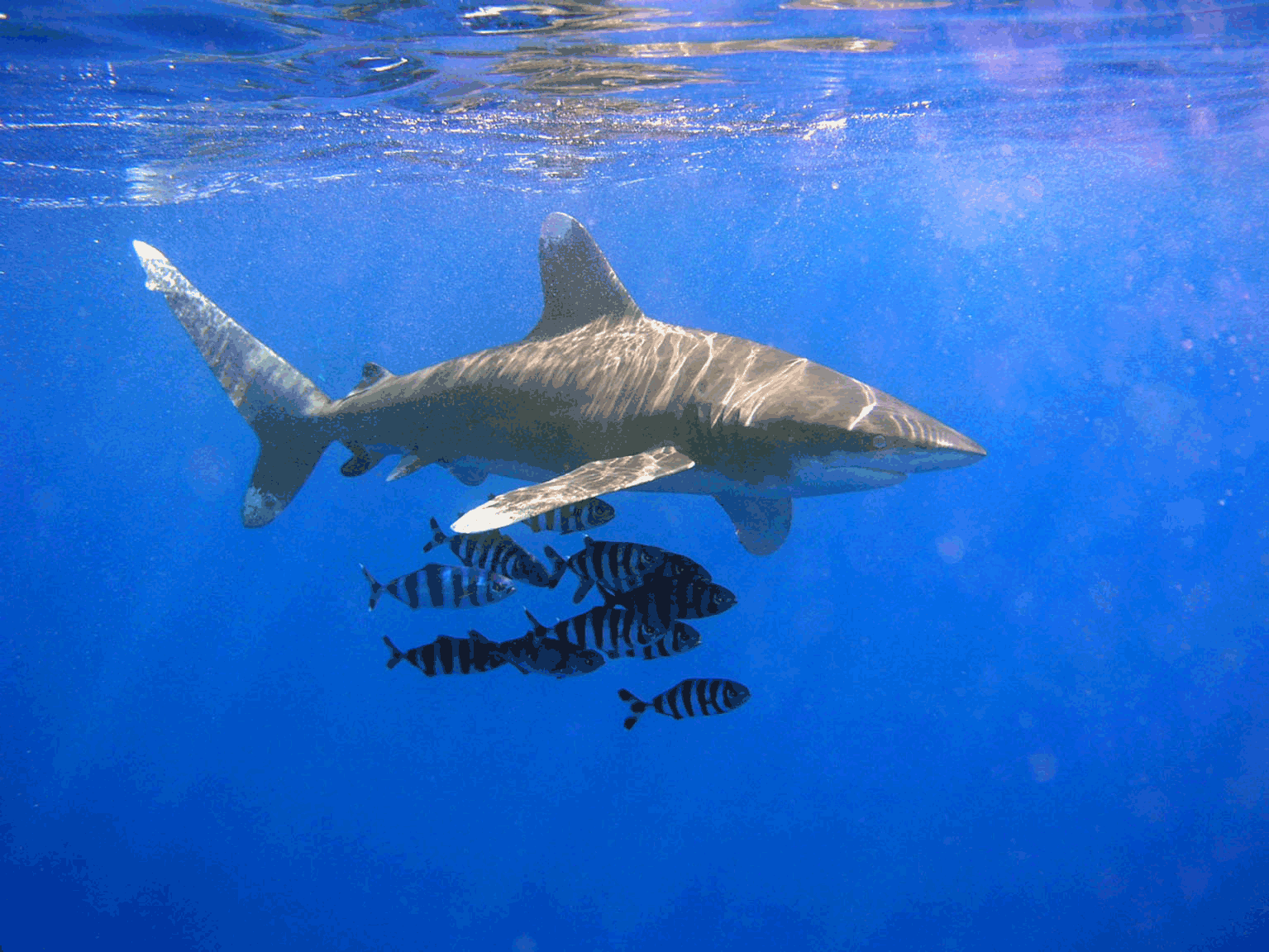
Un requin longimane nage à Elphinstone Reef, dans la mer Rouge, en Égypte

Les destinations touristiques majeures du pays comprennent les monuments millénaires de la vallée du Nil. Les plus connus d'entre eux sont les pyramides et le grand sphinx de Gizeh, les temples d'Abou Simbel au sud d'Assouan, le complexe du temple de Karnak et la Vallée des Rois près de Louxor.
La ville du Caire compte également un certain nombre de lieux d'intérêt touristique, comme le musée du Caire et la mosquée Mohammed Ali.
La côte de la péninsule du Sinaï et les rives de la mer Rouge accueillent des stations balnéaires très visitées, dont la ville d'Hurghada sur la côte de la mer Rouge et celle d'El Gouna, à 25 kilomètres d'Hurghada.
- Gizeh, à 20 km au sud-ouest du Caire, possède de nombreux vestiges datant du XXVIe siècle av. J.-C., parmi lesquels des temples et des monuments dédiés aux pharaons dont le Grand Sphinx, et les pyramides de Gizeh.
- Saqqarah, à 30 km au sud du Caire, où se trouve un vaste et ancien cimetière qui servait de nécropole à la capitale égyptienne antique de Memphis. Il comporte de nombreuses pyramides, dont la plus ancienne pyramide à degrés debout du monde, ainsi qu'un certain nombre de mastabas.
- Louxor, à environ 500 km au sud du Caire, abrite le site de l'ancienne ville de Thèbes. Il comprend les ruines des complexes religieux de Karnak et de Louxor, qui se dressent dans la ville moderne. De l'autre côté du Nil se trouvent les monuments, les temples et les tombes de la nécropole thébaine, qui comprend la Vallée des Rois et la Vallée des Reines.

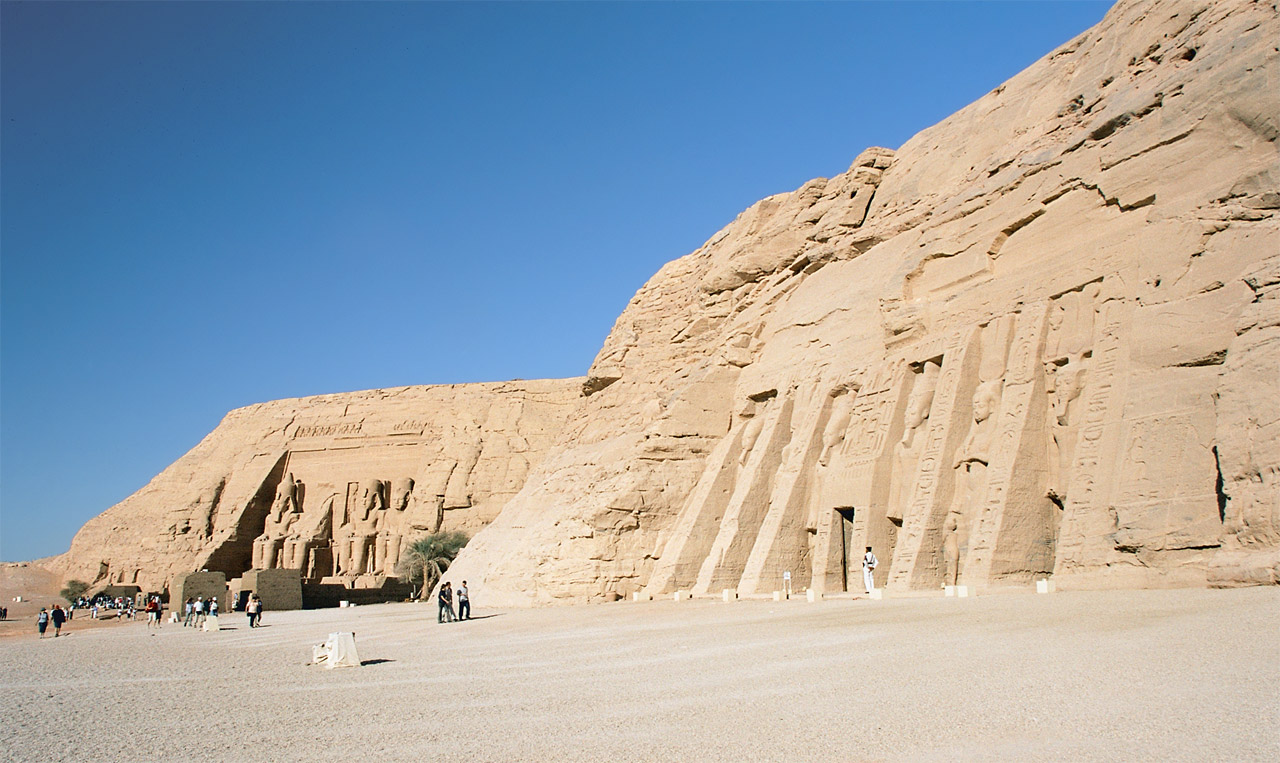
Temples d'Abou Simbel

- Abou Simbel, à environ 850 km au sud du Caire (près de la frontière entre l'Égypte et le Soudan) est un site archéologique comprenant deux immenses temples rocheux creusés à flanc de montagne sous le règne du pharaon Ramsès II (XIIIe siècle av. J.-C.). Le complexe est déplacé dans son intégralité dans les années 1960 pour lui éviter d'être submergé lors de la création du lac Nasser[29]. Ils sont maintenant situés sur une colline artificielle faite d'une structure en forme de dôme au-dessus du réservoir du haut barrage d'Assouan.
- Alexandrie est une station balnéaire majeure, en raison de ses plages, de son histoire ancienne et de ses musées, en particulier la Bibliotheca Alexandrina, un projet moderne basé sur la renaissance de l'ancienne bibliothèque d'Alexandrie.
- Péninsule du Sinaï – Le Sinaï abrite les stations balnéaires de Charm el-Cheikh, Dahab, Nuweiba et Taba, ainsi que plusieurs lieux mentionnés dans la Bible, tels que le mont Sinaï (aussi appelé « Djebel Moussa »). Le monastère Sainte-Catherine est l'un des plus anciens monastères chrétiens encore en activité au monde.
- La ville d'Aïn Soukhna, à environ 110 km à l'est du Caire, compte un de nombreuses installations balnéaires.
- Assiout, dans le sud de l'Égypte, possède des bâtiments historiques de l'époque des pharaons et des mosquées anciennes. La ville est cependant restreinte aux touristes en raison de la menace terroriste toujours présente dans le sud du pays[30].
- Les stations balnéaire d'Hurghada et d'El Gouna sur les côtes de la mer Rouge, sont toutes deux renommées pour leurs plages et les activités aquatiques disponibles[réf. nécessaire]. El Gouna en particulier est célèbre pour la vie nocturne qui s'y déroule[31].

## L'Égypte ancienne
La civilisation de l'Égypte ancienne a laissé de nombreux monuments et temples qui sont devenus des attractions pour les visiteurs d'aujourd'hui en Égypte. Parmi eux :
Les pyramides : il y a plus de 70 pyramides le long du Nil, les trois pyramides de Gizeh étant les plus connues. Le sphinx, un garde au corps de lion, se dresse à côté des pyramides de Gizeh. Les pyramides ont été construites il y a plus de 4 000 ans à l'époque des pharaons Khéops, Khéphren et Mykérinos. Les corps de ces trois rois sont enterrés dans leurs pyramides. La pyramide de Khéops est la plus haute, avec 145 mètres de hauteur et est parfois appelée la « Grande Pyramide ».
Le complexe de Saqqarah : La vaste nécropole de Saqqarah, site de l'antique ville de Memphis, est située à 24 kilomètres au sud du centre du Caire. Memphis est fondée vers 3000 av. J.-C. par la pharaon Ménès, en même temps qu'onze autres pyramides. Memphis est alors la capitale administrative de l'Égypte ancienne. Saqqarah abrite le complexe funéraire de Zoser, la tombe de Mérérouka et le Sérapéum, un complexe de voûtes souterraines qui abritaient des taureaux sacrés, animaux représentant Apis, momifiés, certains dans des cercueils de granit impressionnants.

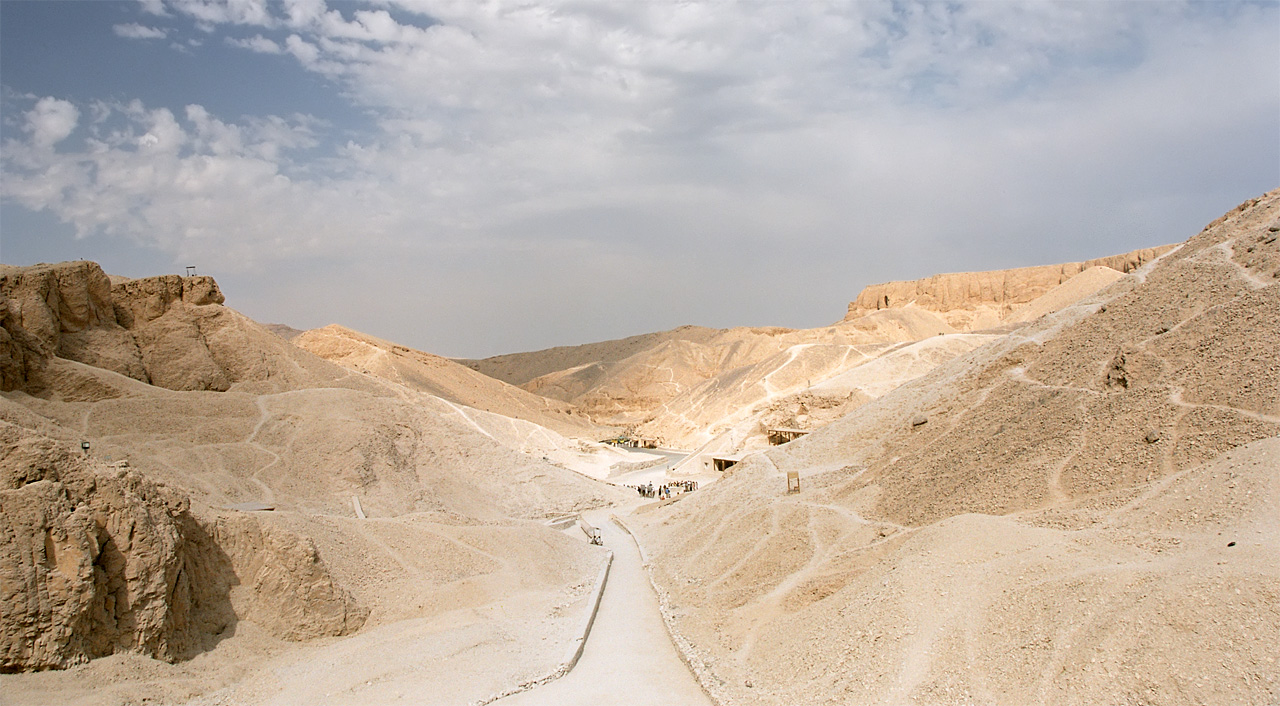
La vallée des rois

La Vallée des Rois dans l'ancienne cité de Thèbes : en raison des pillages des tombes à l'intérieur des pyramides, 26 pharaons des XVIIIe à XXe dynastie, parmi lesquels Toutânkhamon, Ramsès le Grand et Thoutmôsis III, ont fait creuser leurs tombes dans la roche de la Vallée des Rois. D'autres tombes ont aussi été mises au jour dans la Vallée des Reines.

## Croisières sur le Nil

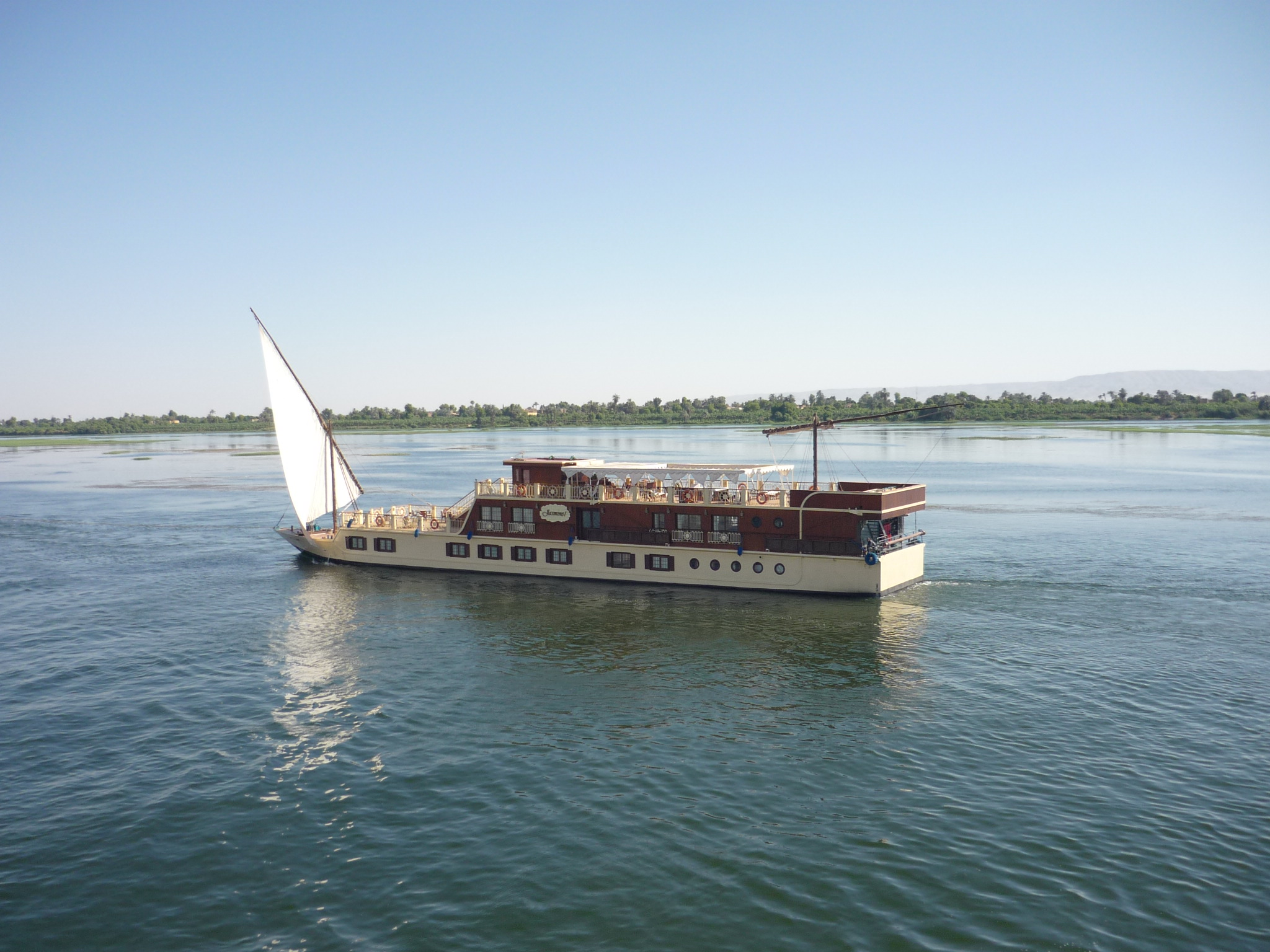
Bateau de croisière sur le Nil entre Assouan et Esna

Des croisières sont proposées le long du Nil, allant de courtes excursions entre Louxor et Assouan à des croisières plus longues qui vont jusqu'à la ville de Dendérah.
Dans le passé, des croisières avaient lieu du Caire à Assouan, durant plus de deux semaines, mais en raison du développement de l'activité sur le Nil, ces croisières cessent de débuter du Caire, et partent maintenant de Louxor.

### Histoire
Le tourisme de masse, initié en Égypte par l'agence Cook qui organise la première croisière sur le Nil à bord d'un bateau à vapeur en 1869, développe l'égyptomanie,.
Ce mode de tourisme est favorisé par la percée du canal de Suez entre 1859 et 1869, et par le sultan Ismaïl Pacha qui gouverne l'Égypte au nom de l'Empire ottoman et souhaite moderniser son pays. Thomas Cook bénéficie de ses bonnes relations avec le sultan pour devenir l'agent exclusif du pays pour les croisières sur le Nil en 1870. La fin du XIXe siècle voit aussi la publication d'un roman, intitulé Le Nil et ses monuments, qui détaille les différents sites historiques à voir le long du fleuve lors des croisières sur le Nil.

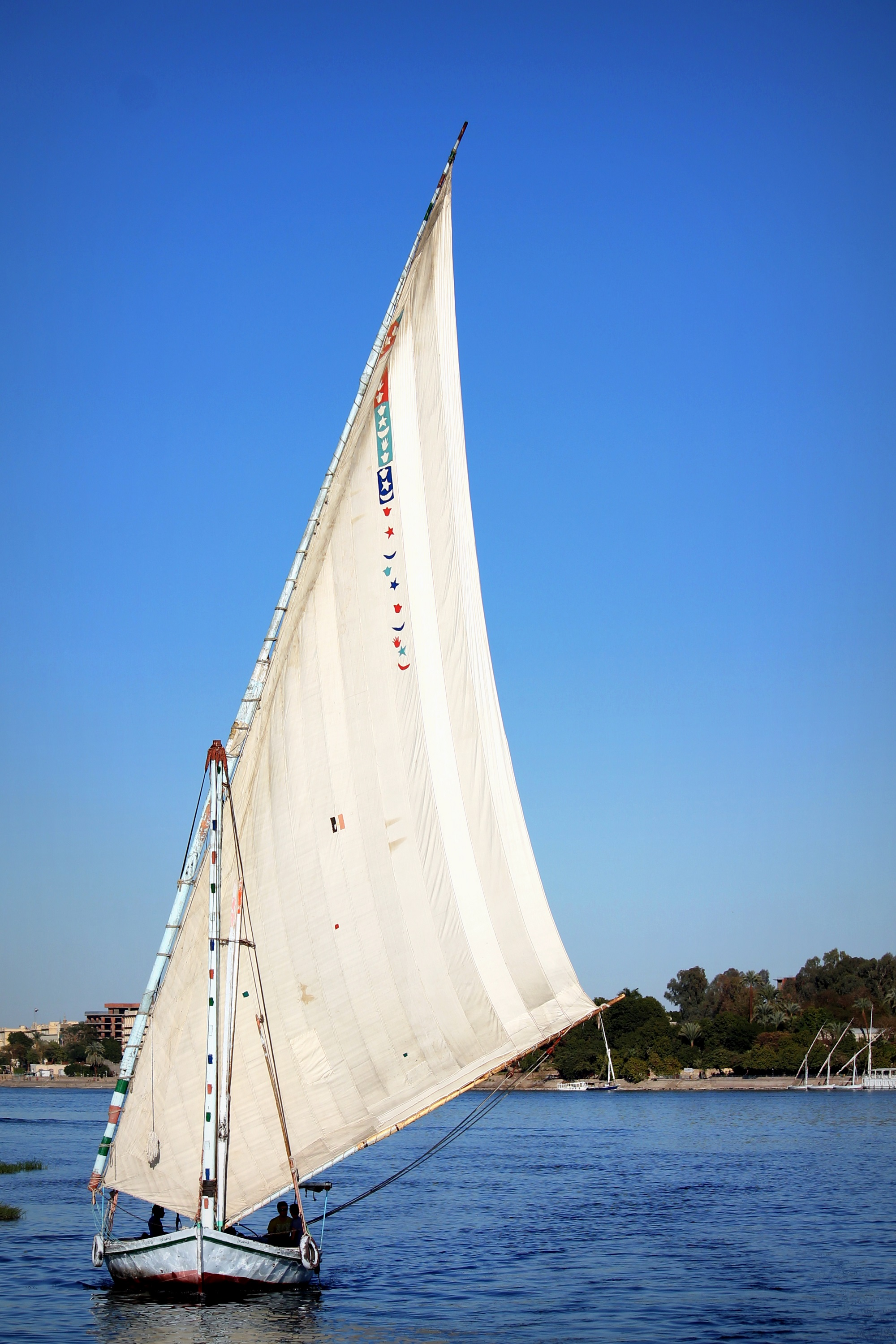
Une felouque, bateau traditionnel, pouvant accueillir un petit nombre de touristes

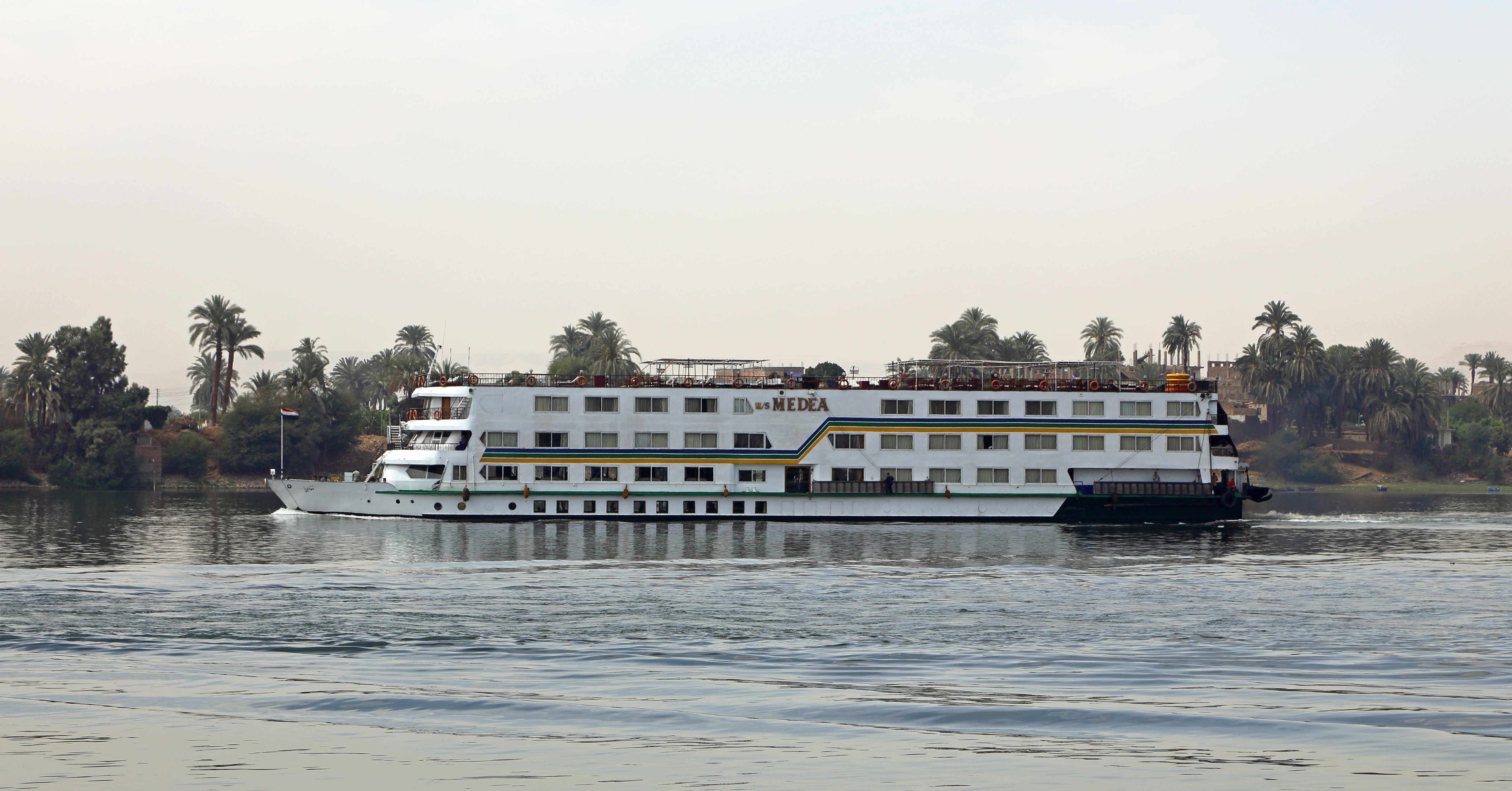
Un bateau de croisière moderne, le Medea, près de Louxor, en 2018

De nombreuses croisières se déroulent à bord de grands navires qui fonctionnent comme des hôtels flottants. D'autres voyages sur le Nil peuvent se faire sur une felouque, un voilier traditionnel, au rythme de l'eau, uniquement poussés vers le delta du Nil par le vent et les courants, invitant ainsi les passagers à profiter du cadre naturel et à observer les berges du Nil.
Entre octobre et mi-avril, les températures diurnes sont plus fraîches et les écluses du Nil sont ouvertes. À partir de la mi-avril environ, les écluses du fleuve sont fermées afin de gérer les niveaux d'eau, obligeant les passagers à débarquer d'un côté de l'écluse et à être transférés sur un autre bateau de l'autre côté[réf. nécessaire].

## Transports

### Entrée dans le pays
Passeports et visas sont exigés pour la plus grande partie des visiteurs étrangers à l'exception des natifs de plusieurs pays du Moyen-Orient. Les voyageurs en provenance de la plupart des pays d'Afrique doivent posséder une preuve de vaccination contre le choléra et contre la fièvre jaune.

### Aéroports
Il existe neuf aéroports internationaux en Égypte qui desservent toutes les grandes villes du pays, dont l'aéroport international du Caire et l'aéroport international de Taba.
L'aéroport international du Caire est la principale porte d'entrée vers l'Égypte et est situé à environ 24 km au nord-est de la ville, dans le nord de l'Égypte. Les trois terminaux du Caire reçoivent des vols en provenance de toutes les grandes villes du monde, situées en Amérique du Nord, en Europe, en Asie et en Afrique. Le centre du Caire est accessible depuis l'aéroport en bus ou en taxi.
Situé au centre de l'Égypte, l'aéroport international de Louxor dessert la vallée du Nil et sert de passerelle vers les destinations touristiques de la région. Il est connecté directement à plusieurs autres aéroports, situés notamment au Royaume-Uni, en Allemagne, en Russie, en France, en Italie et en Turquie. Deux terminaux desservent les vols internationaux et intérieurs, avec un certain nombre de transporteurs égyptiens, dont Air Cairo et EgyptAir, opérant à partir de l'aéroport. L'aéroport est situé à proximité du centre-ville et des taxis et bus réguliers sont disponibles pour effectuer la navette vers la ville.

### Liaisons ferroviaires

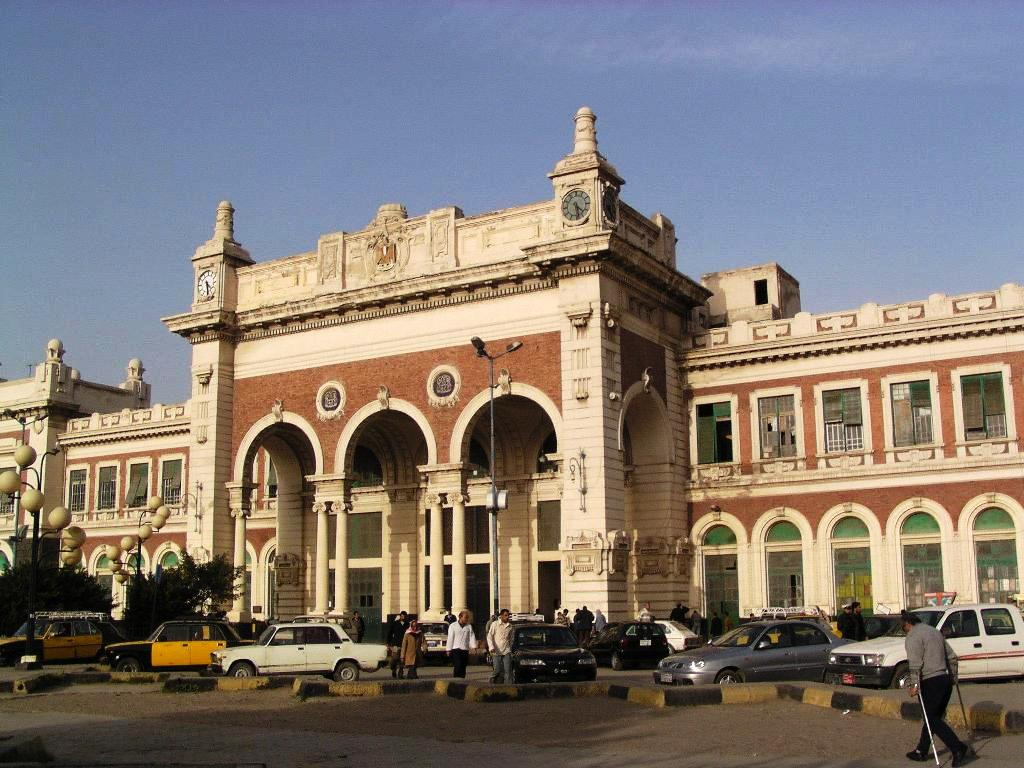
Gare de Misr à Alexandrie

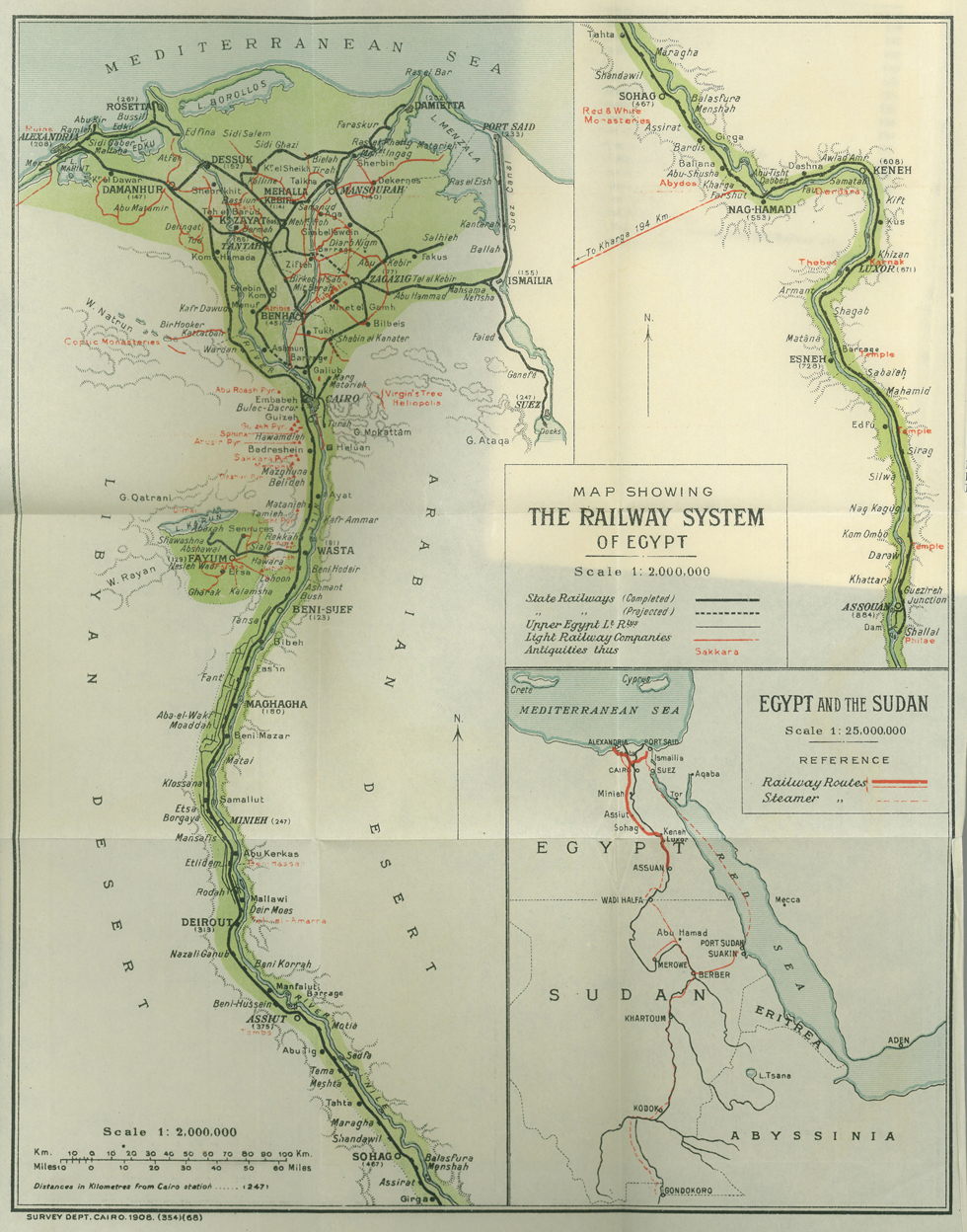
Le système ferroviaire de l'Égypte en 1908

Les chemins de fer égyptiens sont l'épine dorsale du transport de passagers en Égypte, avec plus de 500 millions de passagers par an. Toutefois, le manque d'entretien des réseaux et des véhicules fait obstacle à un réel développement du train comme mode de transport touristique principal.
La majeure partie du réseau relie la zone densément peuplée du delta du Nil au Caire et à Alexandrie, qui constituent les plaques tournantes du réseau national.
La liaison Alexandrie-Le Caire-Louxor-Assouan est desservie quotidiennement dans les deux sens par les trains couchettes climatisés d'Abela Egypt. Ce service est particulièrement attrayant pour les touristes qui peuvent passer la nuit dans le train car il couvre le tronçon entre Le Caire et Louxor. Un train express de luxe relie également Le Caire à Marsa Matruh, à proximité de la frontière égypto-libyenne.
À partir de la fin des années 2010, le pays se lance dans le développement des infrastructures ferroviaires à grande vitesse et dans la modernisation des anciennes lignes. Les autorités, au premier rang desquelles le Ministre des Transports, se sont exprimées en faveur de la montée en gamme des liaisons ferroviaires du pays, notamment en augmentant le prix des billets.

## Monnaie
La monnaie de l'Égypte est la livre égyptienne. La livre est divisée en 100 piastres. Le taux de change officiel approximatif pour 1 dollar est de 31 livres environ en mai 2023. La Banque centrale d'Égypte contrôle la circulation de la monnaie.
Il n'y a pas de limite au montant en devises que les visiteurs peuvent apporter en Égypte, cependant, ils doivent déclarer le montant total en leur possession à l'arrivée et au départ avec des reçus bancaires.
Il peut en revanche y avoir des restrictions sur la valeur des devises égyptiennes emportées en dehors du pays, et la limite est généralement fixée à 5000 livres.

## Climat
La haute saison touristique en Égypte s'étend de la mi-octobre à mai, en hiver et au printemps. De mai à octobre, les températures sont relativement élevées en journée, en particulier à Louxor et dans le sud du pays.
L'Égypte est l'un des pays les plus chauds et les plus ensoleillés du monde. À l'exception d'une bande le long de la côte méditerranéenne, et de certaines rives du Nil, l'Égypte a un climat désertique, étant entièrement située dans le Sahara. La bande côtière méditerranéenne a une pluviométrie annuelle moyenne de 100 à 200 mm. Dans le centre et le sud de l'Égypte, plusieurs années peuvent s'écouler sans pluie significative.
Les hivers sont généralement chauds dans le sud de l'Égypte, mais les températures chutent brusquement la nuit, surtout dans le désert. En été, le sud de l'Égypte est très chaud avec une faible humidité de l'air.